# René Chateau
Cet article concerne l'éditeur René Chateau (sans accent circonflexe). Pour l'homme politique (avec accent circonflexe), voir René Château.
René Marcel Ferdinand Chateau, né le 3 juillet 1939 au Mans et mort le 5 février 2024 à Saint-Tropez, est un éditeur vidéo français indépendant, surnommé « le roi de la VHS ». Spécialiste des films français avec sa collection La Mémoire du cinéma (1930-1980) et associé de Jean-Paul Belmondo dans sa société de production Cerito Films, il a également été le promoteur de Bruce Lee et le distributeur au cinéma et en vidéo de films d'horreur interdits par la censure en France à la fin des années 1970, dont Massacre à la tronçonneuse de Tobe Hooper, Zombie de George Romero et Maniac de William Lustig.

## Biographie
Après le divorce de ses parents, René Chateau suit sa mère, appauvrie, au Pré-Saint-Gervais. À 14 ans, il obtient son certificat d'études et commence à travailler. Il entre en 1955 comme apprenti chez Honoré et Villanova, une entreprise de maçonnerie et carrelage dans le 18e arrondissement de Paris. Passionné de cinéma, il fréquente les salles de quartier du Pré-Saint-Gervais, de Montreuil-sous-Bois, de Vincennes et de la porte des Lilas, puis plus tard la Cinémathèque de la rue d'Ulm, tous les ciné-clubs parisiens et les cinémas de Pigalle et du Quartier latin.
En 1960, il fonde avec deux amis du « Club James Dean » - Francis Gendron et Marcel Lannoy - la revue de cinéma La Méthode, en référence à l'Actors Studio, dans laquelle il rend hommage à Elia Kazan, John Garfield, Marlon Brando, James Dean et Montgomery Clift. Il participe régulièrement aux Congrès Indépendant du Cinéma International (C.I.CI).
Il commence à fréquenter le milieu du cinéma, conseillant Anny Duperey à Jean-Luc Godard ou Gérard Blain à José Bénazéraf. Ce dernier lui confie les relations presse pour son film Du suif chez les dames, que René Chateau renomme Joë Caligula. La projection presse est un échec cuisant et René Chateau déclare : « C'est la dernière fois que j'ai fait une projection pour la presse ».
En 1964, avec l'aide de Jacques Prévert, Siné et Ursula Vian, il réalise une exposition sur Boris Vian au théâtre Daniel-Sorano de Vincennes et publie un numéro spécial de la revue cinématographique L'Âge d'or : « Boris Vian et le Cinéma » (tiré à 500 exemplaires).
La même année, grâce à Régis Pagniez, directeur artistique de Salut les copains, il est engagé au magazine Lui, édité par Daniel Filipacchi et dirigé par le romancier Jacques Lanzmann (qui écrit entre autres tous les succès de Jacques Dutronc). Il débute par le « Courrier des lecteurs » puis devient responsable de la rubrique cinéma, ce qui lui permet d'interviewer Jean-Paul Belmondo sur le tournage de Pierrot le fou de Jean-Luc Godard dans un article intitulé « Bébel Fricotin », mais aussi Alain Delon, Jean-Pierre Melville, Henri-Georges Clouzot,, etc.
En 1965, grâce à Pierre Edeline, directeur du cinéma Le Napoléon avenue de la Grande-Armée, il organise, pour la Warner Bros., la ressortie des trois films de James Dean et la première de Qui a peur de Virginia Woolf ? avec Elizabeth Taylor et Richard Burton.
En 1967, René Chateau, qui prépare pour la Warner le lancement de Bonnie and Clyde d'Arthur Penn, parvient à convaincre Serge Gainsbourg de visionner le film avant sa sortie et de composer une chanson sur le couple de gangsters mythique incarné par Warren Beatty et Faye Dunaway. Gainsbourg écrit la chanson dans la nuit et l'enregistre le lendemain avec Brigitte Bardot devant les caméras de François Reichenbach,. Il demande ensuite au patron de Warner France de le présenter au producteur du film Ho!, dans lequel joue Jean-Paul Belmondo.
La même année, il lance en tant que distributeur avec les éditions Hachette les Posters, crée un hebdomadaire professionnel Le Journal du show-business avec les éditions Albin Michel (127 numéros), puis ouvre au cinéma Le Balzac le « Club du show-business » le 5 mars 1968 avec Alain Delon.
Toujours en 1967, il décide de travailler avec Jean-Paul Belmondo, rencontré deux ans plus tôt. Il est successivement son attaché de presse, publicitaire, actionnaire de sa société de production Cerito Films (ce qui fait de Belmondo le seul acteur au monde, depuis Charlie Chaplin et la création de United Artists, à être distributeur de ses propres films) à hauteur de 10 % et associé dans Cerito-René Chateau Distribution.
Jean-Paul Belmondo est l'un des rares à avoir évoqué la méthode de travail de René Chateau : « Un homme a pris une place grandissante dans ma vie professionnelle : René Chateau, mon attaché de presse. Mais est-ce que le mot convient ? René aura plutôt été, en quelque sorte, mon conseiller en communication. C’est le début d’une longue amitié entre nous. À partir de Ho !, je l’impose sur tous mes tournages. René est un homme secret, renfermé. Mais c’est aussi un génie à sa manière […]. Pour moi, il conçoit l’affiche de Peur sur la ville (il passe beaucoup de temps à concevoir les affiches de ses films, dessinées par des artistes, en collectionnant par ailleurs des milliers chez lui) et imagine le nom de « Belmondo », sans prénom, en capitales et en caractères gras. Comme pourrait l’être une marque, un logo. Une sorte de petite révolution dans le monde du cinéma ! Nous partageons la même méfiance vis-à-vis des critiques qui, à mon sens, ne reflètent pas l’opinion de l’immense majorité des spectateurs. J’aime être jugé sur pièce. Aussi René me conseille-t-il de ne plus organiser pour les journalistes cinéma de projection privée en avant-première : ils découvrent mes films en même temps que le public. Le choix fait grincer quelques dents, mais je tiens à ce principe. Ensemble, nous allons choisir soigneusement mes apparitions à la télévision et les entretiens que je donne à la presse. » Dans la préface du numéro 1961  du Film français, la rédactrice en chef Monique Annaud rappelle la genèse de ce numéro exceptionnel qui dans sa conception, inspiré par Variety et le Hollywood Reporter, est une première en France et sera ensuite très imitée. Une innovation : c’est la première fois que l’on fête « les 20 ans de cinéma » d’une vedette française : « C’est le propre des amis de souhaiter les anniversaires : aussi quand René Chateau est venu nous proposer, au travers de notre journal, de tirer un coup de chapeau à Jean-Paul, à son insu bien-sûr, l’idée a été accueillie avec enthousiasme, bien qu’elle n’ait pas été de nous ».
Pendant quinze ans, le tandem Belmondo-Chateau accumule les succès populaires dont Flic ou Voyou, Le Professionnel, Le Guignolo, Les Morfalous, etc. Ils comptent parmi leurs réussites les deux records de fréquentation du cinéma français sur Paris-périphérie : L'As des as de Gérard Oury (72 000 spectateurs le premier jour) et Le Marginal de Jacques Deray (468 000 entrées en première semaine).
Responsable du cinéma chez Canal+ et directeur de Gaumont Distribution pendant la période du Système Cerito, René Bonnell précise dans ses mémoires : « En mars 1979 avec Flic ou Voyou, Jean-Paul Belmondo, coproducteur et unique vedette du film, est très impliqué dans sa commercialisation par l’intermédiaire de son représentant, René Chateau, qui s’occupe également de la publicité. Professionnel, minutieux, très au fait du métier, il contrôle la mise en place du film dans les moindres détails (bandes-annonces, qualité des points de vente, emplacement des affiches, dimension des façades, des salles, etc.). Sans se désintéresser du problème, Alain Poiré reste plus en retrait, sachant qu’avec une telle martingale son film sera exploité jusqu’à la moindre entrée. La collaboration entre la puissance de la machine Gaumont et l’énergie artisanale de René Chateau donne de bons résultats. Le film totalise 3 785 000 entrées en France et dépassera à Paris le million d’entrées, grande première pour un film de Bébel dans la capitale. Il rejoint le club des dix-sept films « millionnaires » à Paris depuis la guerre. »
Dans l'émission Étoiles et Toiles du 23 octobre 1982 sur TF1, après l'interview de René Chateau par Jean Douchet pour la sortie de L'As des as, Frédéric Mitterrand conclut par ces mots : « Je n'aime pas beaucoup les films que fait Belmondo depuis une dizaine d'années. Je ne les aime pas beaucoup, mais je ne peux m'empêcher de leur reconnaître au moins cette qualité, c'est que les films de Belmondo, les films du couple Belmondo-Chateau ce sont des films de gens qui aiment le cinéma, qui aiment le public, qui aiment faire ce qu'ils font. »
À partir de 1975, parallèlement à ses activités avec Jean-Paul Belmondo, René Chateau programme, pendant dix ans, les trois salles du cinéma Le Hollywood Boulevard, fondé par Michel Fabre en juillet 1973, au 4 boulevard Montmartre, dont une salle spécialisée dans les « blacks stars » telles que Pam Grier (dont Quentin Tarantino a relancé la carrière en 1997 avec Jackie Brown) dans Coffy, la panthère noire de Harlem, Jim Brown dans L'Exécuteur noir, Fred Williamson dans Black Caesar, le parrain de Harlem, Ron O'Neal dans Le Cogneur de Harlem, Willie Dynamite (en), etc. L'imposant panneau peint sur la façade du Hollywood Boulevard annonce en 1974 le succès planétaire de Bruce Lee, La Fureur du dragon, distribué pour la première fois en France.
En 1980, il propose à Jean-Paul Belmondo de devenir distributeur, contrôlant ainsi la fabrication, l'écriture et la sortie de ses films. Cérito & René Chateau voit le jour. En 1990, l'acteur la revend pour 43 millions d'euros à Canal+.
Lorsque son association avec Belmondo s'achève en 1985 (sur fond de brouille, après des interviews données à la place de l'acteur) sur le tournage de Joyeuses Pâques, René Chateau se consacre entièrement à sa société.
Le 14 février 2024, les Éditions René Chateau annoncent le décès de leur fondateur, survenu à l'âge de 84 ans, à Saint-Tropez. Ses obsèques ont lieu à Vidauban (Var) le 15 février, où il est inhumé.

## La Mémoire du cinéma
En 1979, désirant faire partager sa passion, René Chateau se lance, sans aucune subvention, dans une importante entreprise de restauration et de redécouverte du patrimoine cinématographique français avec sa collection vidéo La Mémoire du cinéma français. Un catalogue indépendant pouvait être viable, comme Télédis de Maurice Bessy, se constituant à partir de films sous-évalués. Cette collection est un grand succès, d’autant que les chaînes câblées n'existent pas encore et que ce genre de films n'est guère programmé qu'à la Cinémathèque française, dans les salles d'art et essai ou, à la télévision, dans le Cinéma de minuit de Patrick Brion, qui diffuse vingt-cinq films français par an.
En 1980, il lance sa société d'édition vidéo avec le mythique Massacre à la tronçonneuse de Tobe Hooper, interdit par la censure par cinq ministres de la Culture successifs, et James Dean Story de Sandy Lieberson que René Chateau publie en VHS en version intégrale, dans la collection Les Films que vous ne verrez jamais à la télévision, suivis de films gore tels que Zombie de George Romero, Maniac de William Lustig, etc.). Avec la vente des droits télévisés à La Cinq de Silvio Berlusconi, il peut s'offrir un hôtel particulier à Paris et une villa à Saint-Tropez.
Il enchaîne ensuite avec les films de Bruce Lee (à l'exception d'Opération Dragon) qu'il impose en France comme star (La Fureur du dragon : 1 000 000 d'entrées à Paris). L'argent gagné avec ces films et Massacre à la tronçonneuse lui permet de racheter les actifs de vingt sociétés de production françaises dont les films Marceau-Concordia, Cocinor, Raoul Lévy, Fernand Rivers, Filmel, CCFC, Regina Productions, Filmsonor (ex-Films sonores Tobis) ainsi que dix films de Sacha Guitry dont la trilogie : Si Versailles m'était conté, Si Paris nous était conté, Napoléon, etc., ce qui représente un catalogue de droits audiovisuels pour tous médias et le monde entier, de plus de 1 000 films de longs et courts-métrages.
René Chateau édite également en VHS La Fin du jour et La Belle Équipe (avec ses deux fins) de Julien Duvivier - édition à propos de laquelle, de 2006 à 2011, un contentieux a opposé les éditions René Chateau à l'héritier de Julien Duvivier et aux héritières de Charles Spaak -, la version intégrale de Shoah de Claude Lanzmann (9 heures et demie), Les Tontons flingueurs de Lautner et Michel Audiard, Les Enfants du paradis et Hôtel du Nord de Marcel Carné et Jacques Prévert, ainsi que les films de Jean-Paul Belmondo et la série des Sissi avec Romy Schneider.
À partir de 1999, il édite 400 films en DVD dont les trois chefs-d'œuvre de Jean-Pierre Melville (Le Samouraï, Le Deuxième Souffle et L'Aîné des Ferchaux) ainsi qu'En cas de malheur, La Traversée de Paris de Claude Autant-Lara, Le Salaire de la peur et Les Diaboliques d'Henri-Georges Clouzot, Classe tous risques de Claude Sautet, Rocco et ses frères de Visconti, Voici le temps des assassins de Julien Duvivier, Le Fruit défendu d'Henri Verneuil, Boule de Suif et Fanfan la Tulipe de Christian-Jaque, Une journée particulière d'Ettore Scola, Entrée des artistes de Marc Allégret, Volpone de Maurice Tourneur, Fortunat, vingt films de Jules Berry et les meilleurs de Sacha Guitry.
En coédition avec TF1 Vidéo (son distributeur), il publie aussi tous les films de Jean Gabin dialogués par Michel Audiard tels que Mélodie en sous-sol, Le cave se rebiffe, Le Gentleman d'Epsom, Le Sang à la tête, Un singe en hiver, Les Grandes Familles, Rue des prairies, Le Baron de l'écluse, etc.
Il a toutefois été critiqué par des cinéphiles pour la médiocre qualité de certaines copies des films et l'absence de chapitres. Il perd en appel contre le fils du réalisateur Julien Duvivier, dont René Chateau diffusait les films ; « Je n'avais pas les droits, mais je ne le savais pas », déclare-t-il.

### Livres
Grand collectionneur de photos et d'affiches de cinéma, sa passion a conduit René Chateau à publier aux éditions La Mémoire du cinéma, deux livres consacrés aux plus belles affiches des années 1930-1940 et des années 1950.
En 1995, après vingt années de recherches, René Chateau publie Le Cinéma français sous l'Occupation, 1940-1944, un ouvrage de 530 pages avec de nombreux témoignages et huit cents documents inédits. Il retrace jour après jour les péripéties du cinéma français sous la domination nazie jusqu'à la Libération, avec notamment les arrestations de Sacha Guitry, Tino Rossi, Arletty et Ginette Leclerc, la condamnation de Robert Le Vigan et les règlements de compte de l'épuration orchestrés par les « résistants de la dernière heure ».
La même année, pour le dixième anniversaire de la disparition de Michel Audiard, il édite et réalise en accord avec ses héritiers, un livre intitulé Audiard par Audiard, réunissant ses meilleurs dialogues et textes, interviews, polémiques, etc. Frédéric Dard écrit à René Chateau : « Je vous félicite de ce que vous faites pour le cinéma en général. Ce sont des gens de votre trempe qui le gardent en vie »[réf. nécessaire]. À la suite du succès de la première édition (140 000 exemplaires vendus), l'ouvrage est réédité en 2011 dans une version augmentée avec des textes et des dialogues supplémentaires.
En octobre 2000, il publie, toujours aux éditions La Mémoire du cinéma, Jeanson par Jeanson, un livre de 600 pages consacré au dialoguiste Henri Jeanson, auteur de Pépé le Moko, Entrée des artistes, Hôtel du Nord, Fanfan la Tulipe, etc. Ce livre réunit ses plus beaux dialogues et ses critiques au vitriol parues dans Le Canard enchaîné dans les années 1930-1940, qui lui valurent de fréquenter prétoires et prisons, avant, pendant et après la guerre.
Il revient sur son parcours à l'occasion d'un dossier qui lui est consacré dans le magazine So Film en 2012, mentionnant notamment que « dans le film-hommage sur Belmondo montré à Cannes en 2011, les réalisateurs avaient l'instruction de ne pas mentionner mon nom, comme si je n'avais pas existé dans sa carrière. Une pure méthode stalinienne ! ».

## Vie privée
René Chateau a été notamment le compagnon de l'actrice Brigitte Lahaie dans les années 1980, pour laquelle il a écrit et produit Les Prédateurs de la nuit, réalisé par Jésus Franco (1988).